# Nika Kvekveskiri
Nikoloz Kvekveskiri (géorgien : ნიკოლოზ კვეკვესკირი ; né le 29 mai 1992), plus connu sous le nom de Nika Kvekveskiri est un footballeur international géorgien qui joue comme milieu pour le Lech Poznań .

## Biographie

### En club
Nika Kvekveskiri commence sa carrière au Baia Zugdidi. Il fait ses débuts en équipe première le 18 août 2009 lors d'un match contre le Lokomotiv Tbilissi. En 2011, il rejoint le champion de Géorgie, le Dinamo Tbilissi. En 2013, il est prêté au FC Tskhinvali pour une demi-saison et en juin 2014, il est vendu au Dila Gori.
En 2015, il rejoint l'Inter Bakou, en première ligue azerbaïdjanaise.
En juin 2016, Kvekveskiri est transféré au FK Qabala.
En mai 2017, Kvekveskiri signe un contrat de deux ans au Tobol. Le 20 janvier 2021, il quitte le club.
En janvier 2021, il rejoint l'Ekstraklasa et le Lech Poznań.

### En équipe nationale
Avec vingt apparitions réalisées chez les espoirs, Nika Kvekveskiri est le joueur géorgien le plus capé à ce niveau.
Il a fait ses débuts internationaux en équipe senior le 8 octobre 2015 lors d'une victoire 4-0 contre Gibraltar pour les éliminatoires de l'Euro 2016.
Le 26 mars 2024, Kvekveskiri marque le penalty de la victoire contre la Grèce pour envoyer la Géorgie à l'Euro 2024, le premier tournoi international de l'histoire de la sélection.
Le 22 mai 2024, il fait partie de la liste des 26 joueurs convoqués par Willy Sagnol pour disputer l'Euro 2024.

## Palmarès
| Dinamo Tbilissi                                                                           | FC Dila Gori                                      | Lech Poznań                                       |
| ----------------------------------------------------------------------------------------- | ------------------------------------------------- | ------------------------------------------------- |
| - Championnat de Géorgie : - Champion : 2012-2013 - Coupe de Géorgie : - Vainqueur : 2013 | - Championnat de Géorgie : - Champion : 2014-2015 | - Championnat de Pologne : - Champion : 2021-2022 |